# 横尾泰辅
横尾泰辅（1975年1月20日—），NHK播音员。出生在日本神奈川县横浜市，曾就读于横滨市立港南初中、神奈川县立清水谷丘高中，毕业于早稻田大学第二文学系。1998年进入NHK，至今工作地是青森→仙台→东京广播室。
妻子是北乡三穗子（NHK播音员），育有一男一女。爱好滑雪（全日本滑雪联盟·技能审定1级）。

## 现在主持的节目
- NHK新闻（平日・逢星期一至五的法定假期）（上午11時、正午、下午1時、下午6時） 2010年3月29日～
- 緊急報道対応 （性質相當於特別新聞報道）

## 过去主要的节目
- NHK新闻（双休日正午和下午6点） （2008年4月5日～2010年3月28日）
- NHK早安日本 （平日上午4点台隔周，2006年4月～2007年3月）
- NHK特集「データマップ63億人の地図」 （主持人）
- ウィークエンド東北 （主持人）
- 青森今日新闻 （星期一～星期四主持人）
- ほっと新闻青森 （主持人）

## 外部連結
アナウンスルーム・横尾泰輔 （页面存档备份，存于）